# Hispano-Suiza K6
Pour les articles homonymes, voir Hispano et Hispano-Suiza.
L'Hispano-Suiza K6 ou Hispano-Suiza Type K6 est une automobile de luxe et de prestige, produite à 206 exemplaires entre 1934 et 1937 par le constructeur automobile franco-suisse-espagnol Hispano-Suiza. 

## Historique
En 1931 Marc Birkigt (1878-1953) patron fondateur en 1904, en Espagne, de la marque d'automobile de prestige et de moteurs d'avion Hispano-Suiza, conçoit et commercialise ses Hispano-Suiza J12 à moteur V12 de 9,4 L puis 11,3 L dérivés de ses moteurs d'avion Hispano-Suiza V8 et Hispano-Suiza 12Y de plus 1000 chevaux, et des Bugatti Royale de 1926 (à moteur d'avion Bugatti de 300 chevaux pour plus de 200 km/h)... 

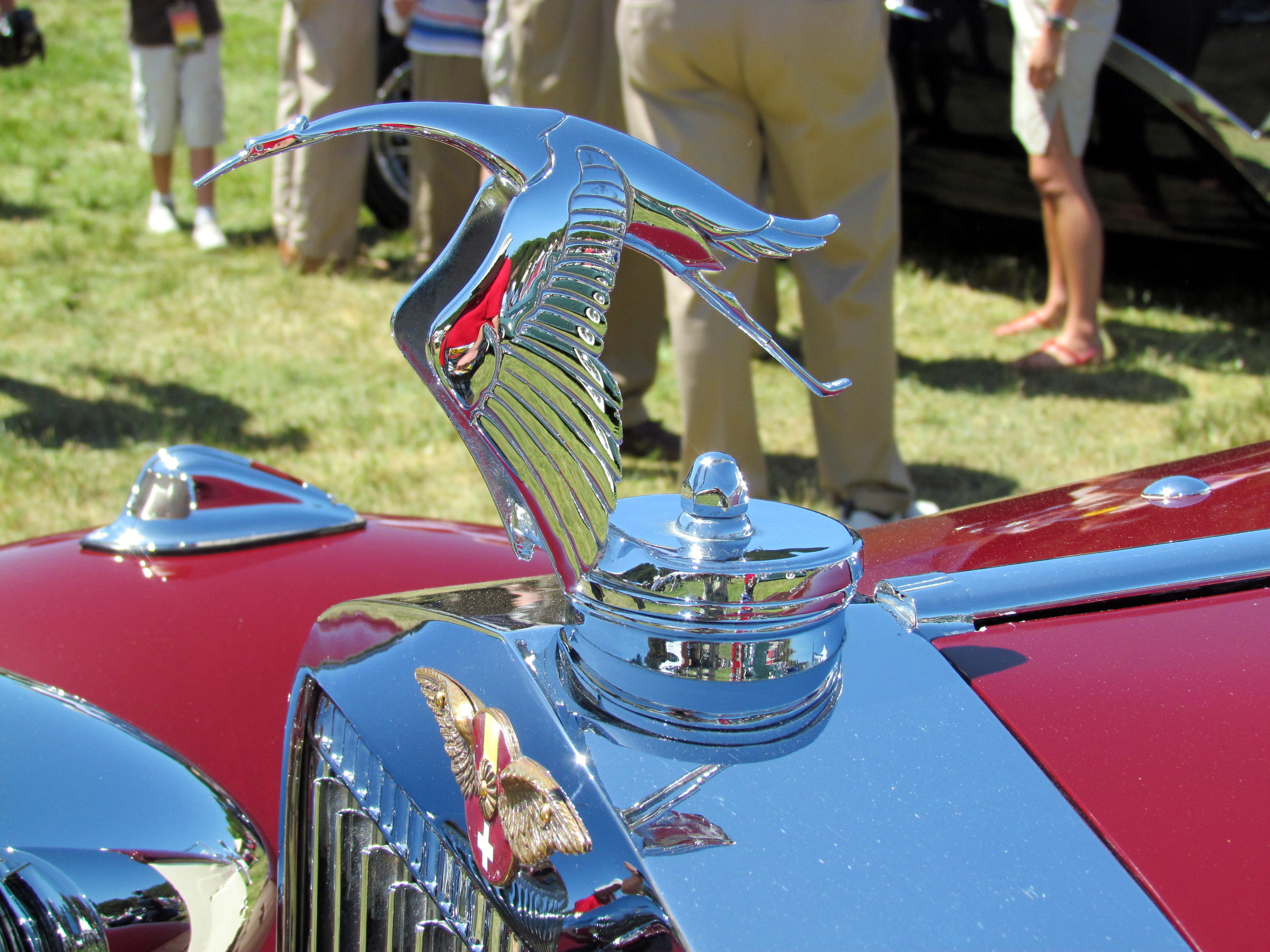
Bouchon de radiateur Cigogne Hispano-Suiza
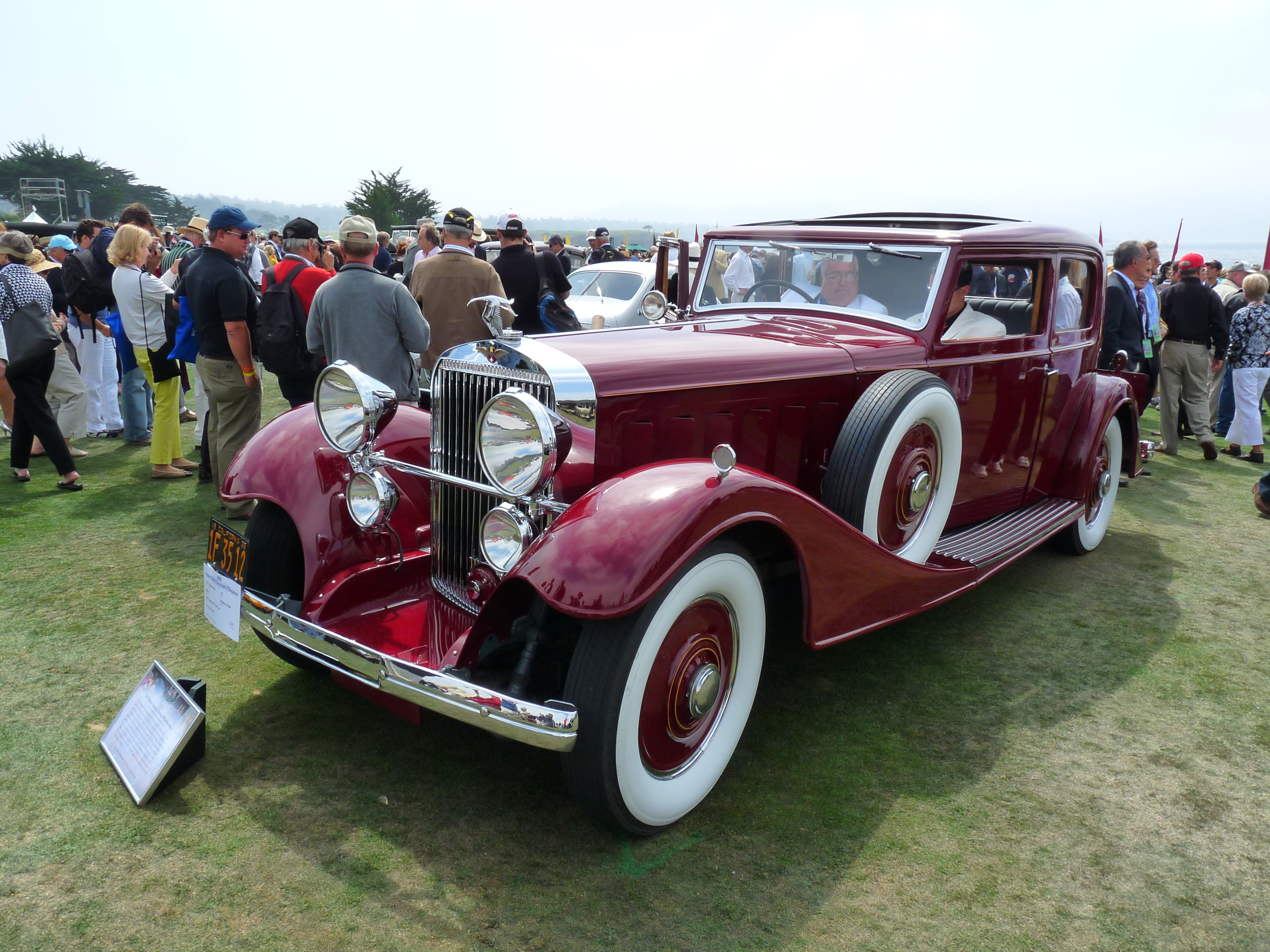
Hispano-Suiza J12 à moteur V12
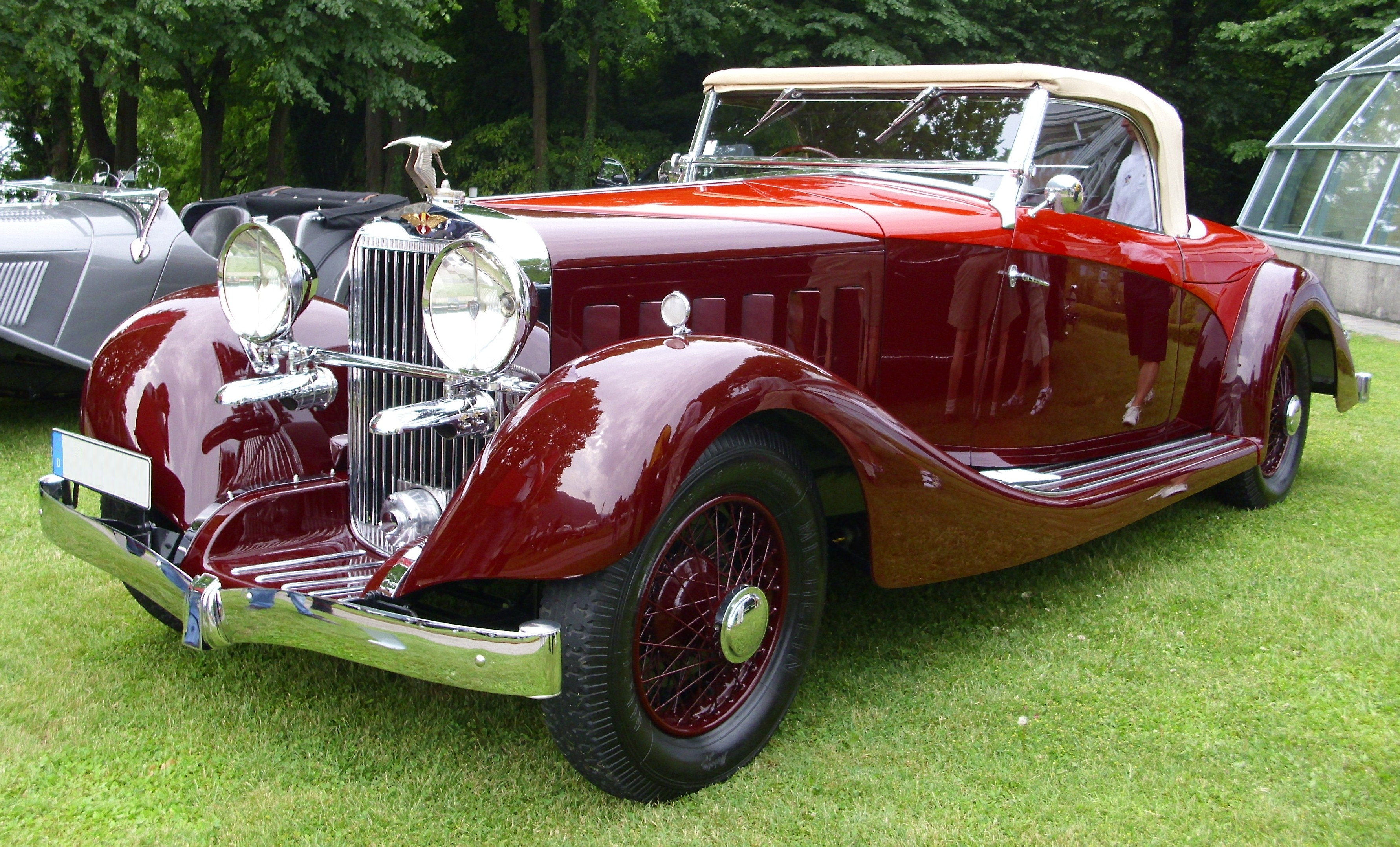
K6 Roadster Saoutchik 1936

Il présente cette K6 au Salon de l'automobile de Paris de 1934, évolution des Hispano-Suiza H6 précédentes, sur châssis surbaissés d'Hispano-Suiza J12, avec un moteur six cylindres en ligne de H6 précédent, dégonflé de 8 L à 5,2 L, pour 120 ch et 140 km/h de vitesse de pointe, carrossée par les plus prestigieux carrossiers de l'époque, dont Kellner, Figoni & Falaschi, Vanvooren, Jacques Saoutchik, Henri Chapron, Marcel Pourtout, Marius Franay... La K6, digne héritière de la marque de prestige, bénéficie d'une excellente réputation de robustesse à toute épreuve, de performances, de tenue de route, de puissance de freinage... 

Quelques modèles
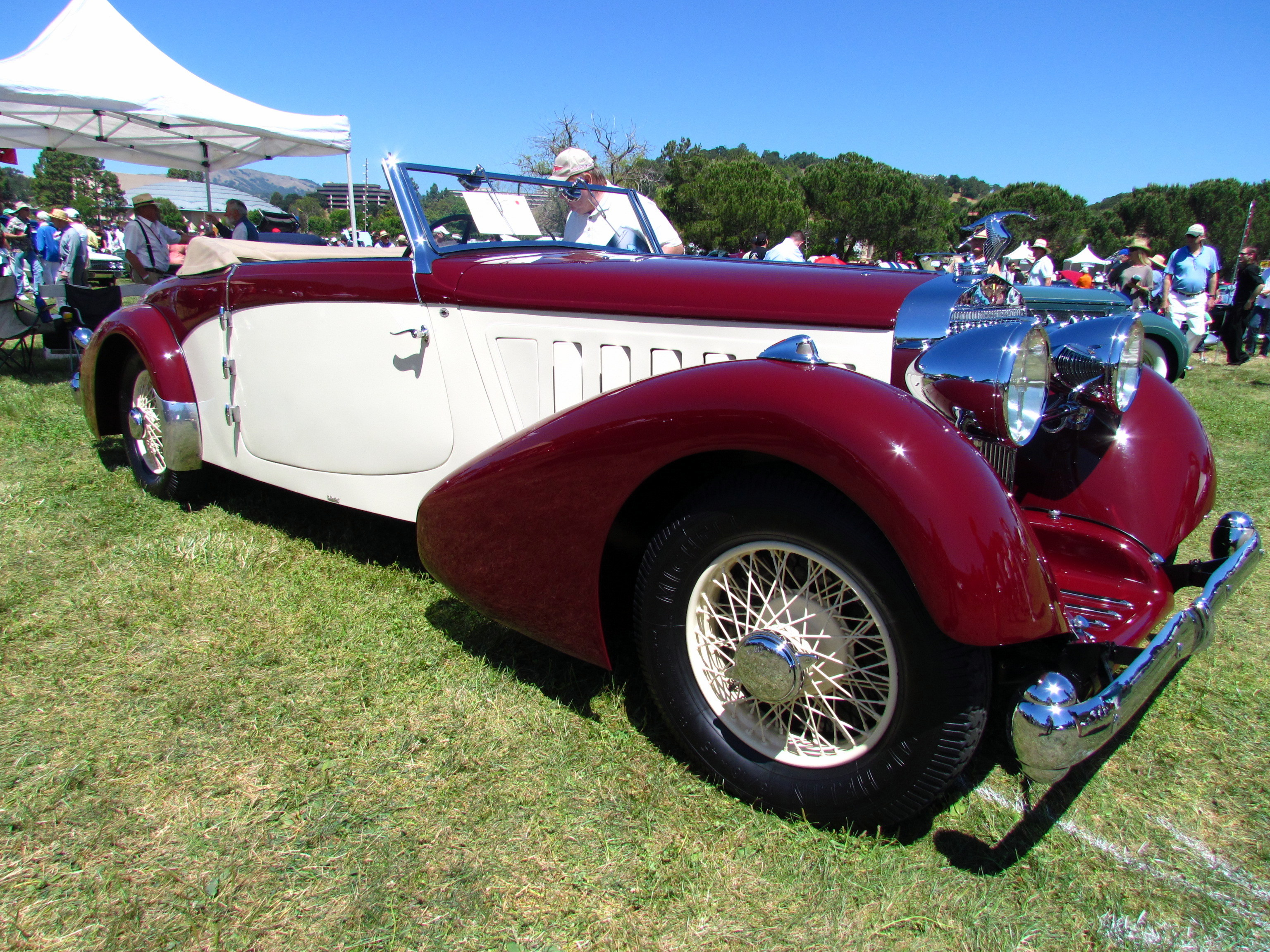
K6 Coupé Vanvooren 1936
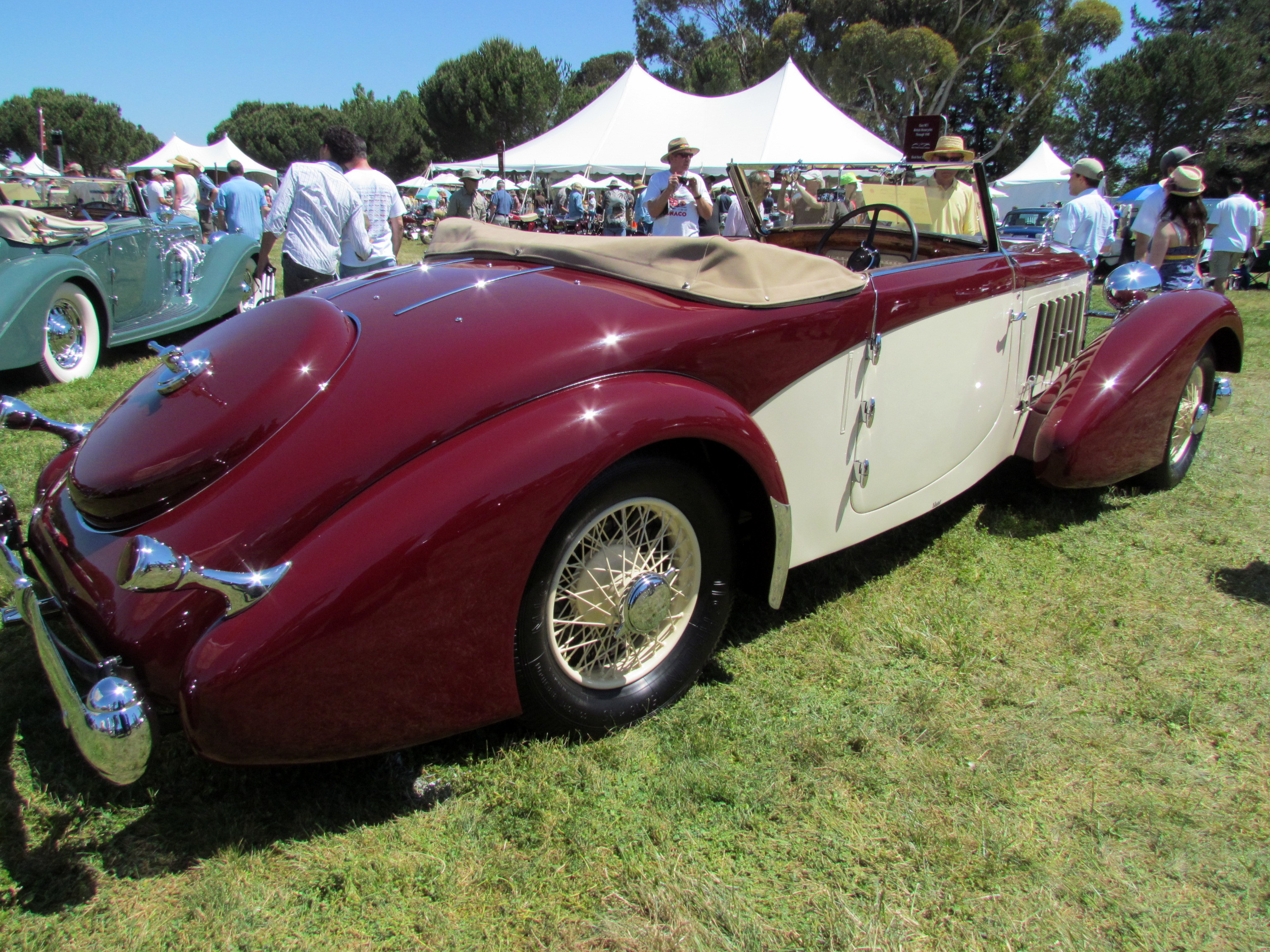
Intérieur berline Vanvooren 1937
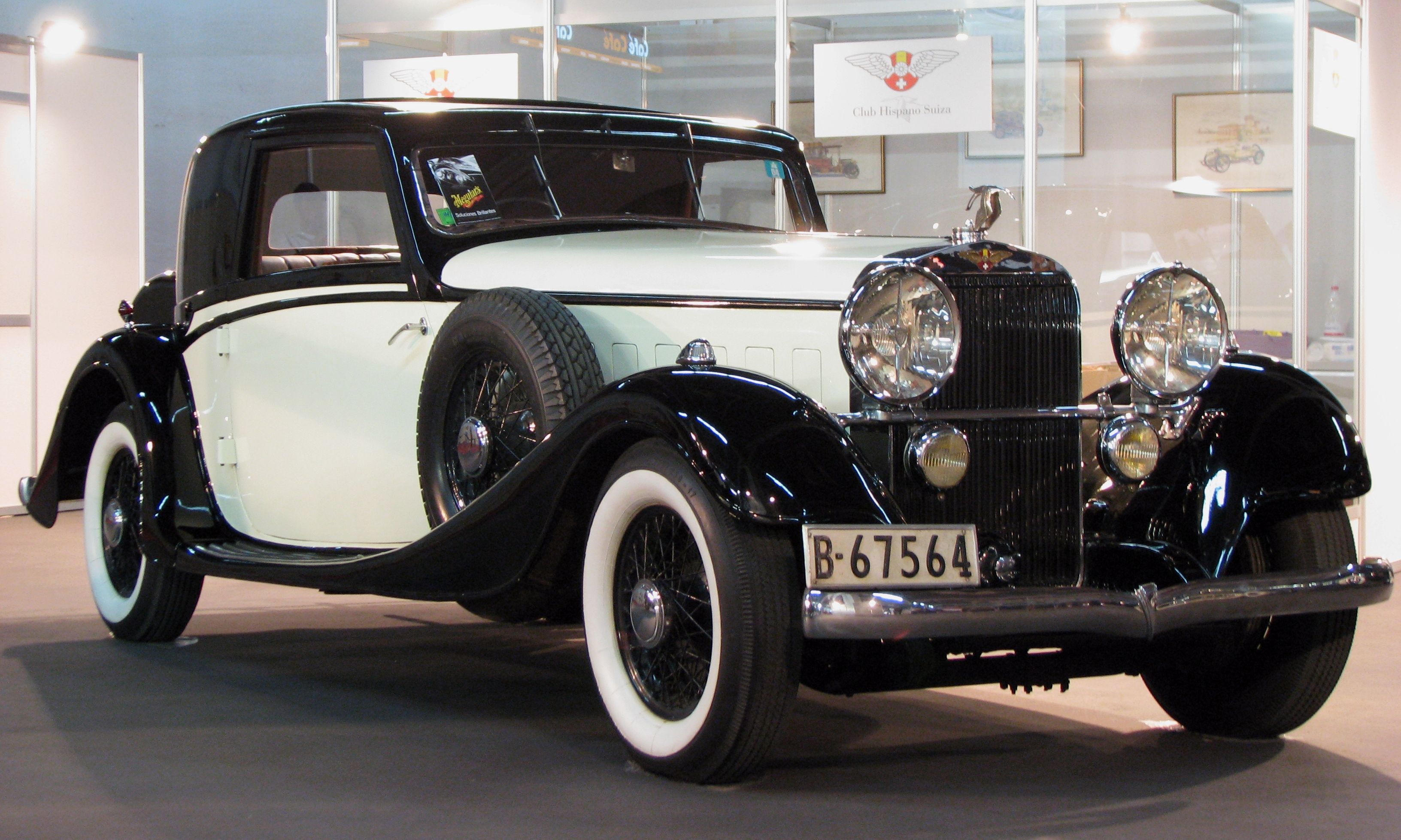
K6 Berline Vanvooren 1934

En 1936, à la suite de la déclaration de la Guerre civile d'Espagne (1936-1939), le Front populaire français nationalise l'usine française Hispano-Suiza de Bois-Colombes des Hauts-de-Seine, dont il arrête la production d'automobile, pour consacrer sa production aux moteurs d’avion et moteur-canon de type Hispano-Suiza HS-404 pour l'Armée de l'air française et Alliés de la Seconde Guerre mondiale. La K6 est arrêtée en 1937 après avoir produit 206 exemplaires de K6 avec succès, et plus de 2 500 châssis-moteurs d'automobiles de prestige Hispano-Suiza.  

Quelques modèles
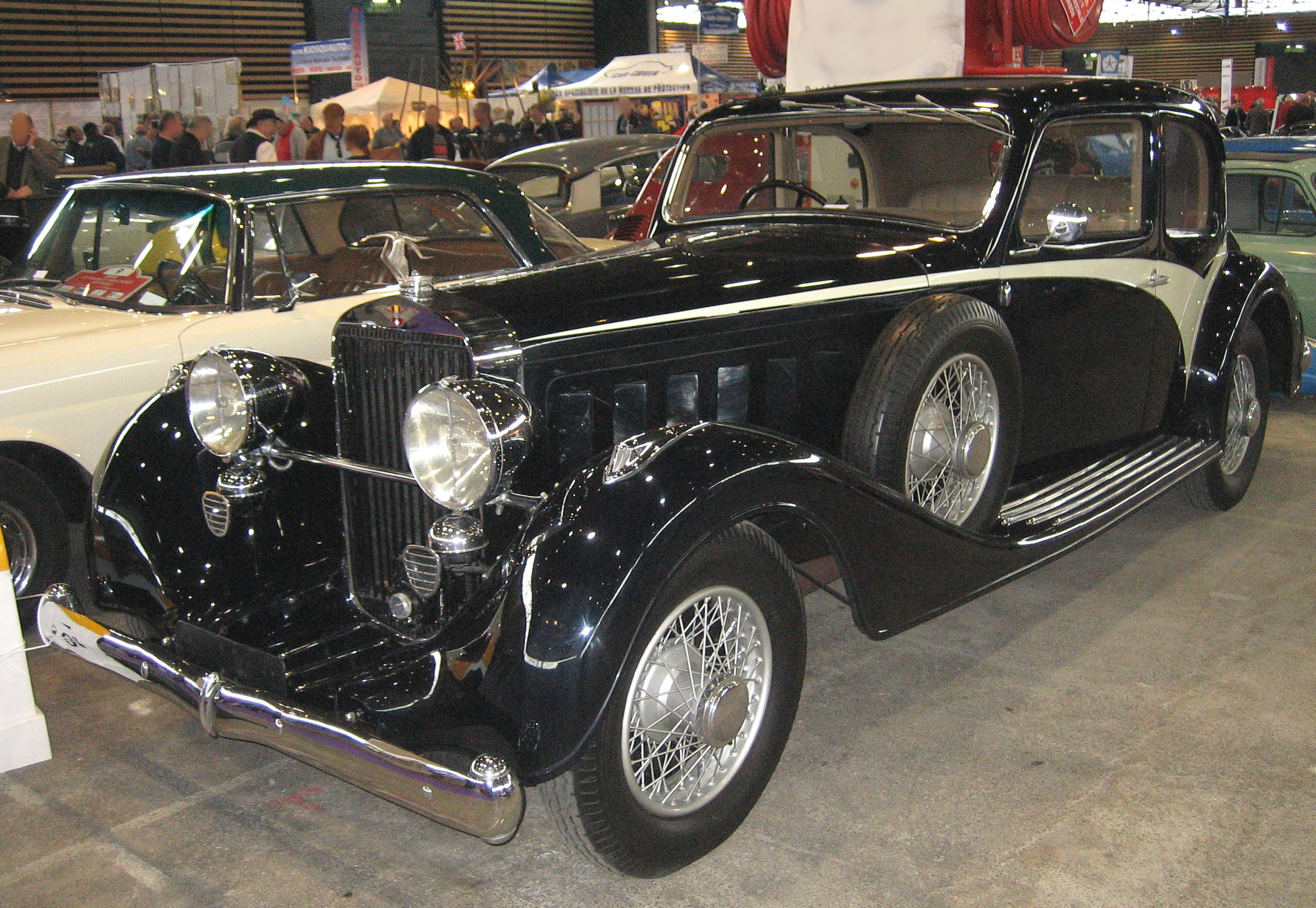
K6 coupé cabriolet Marcel Pourtout 1936
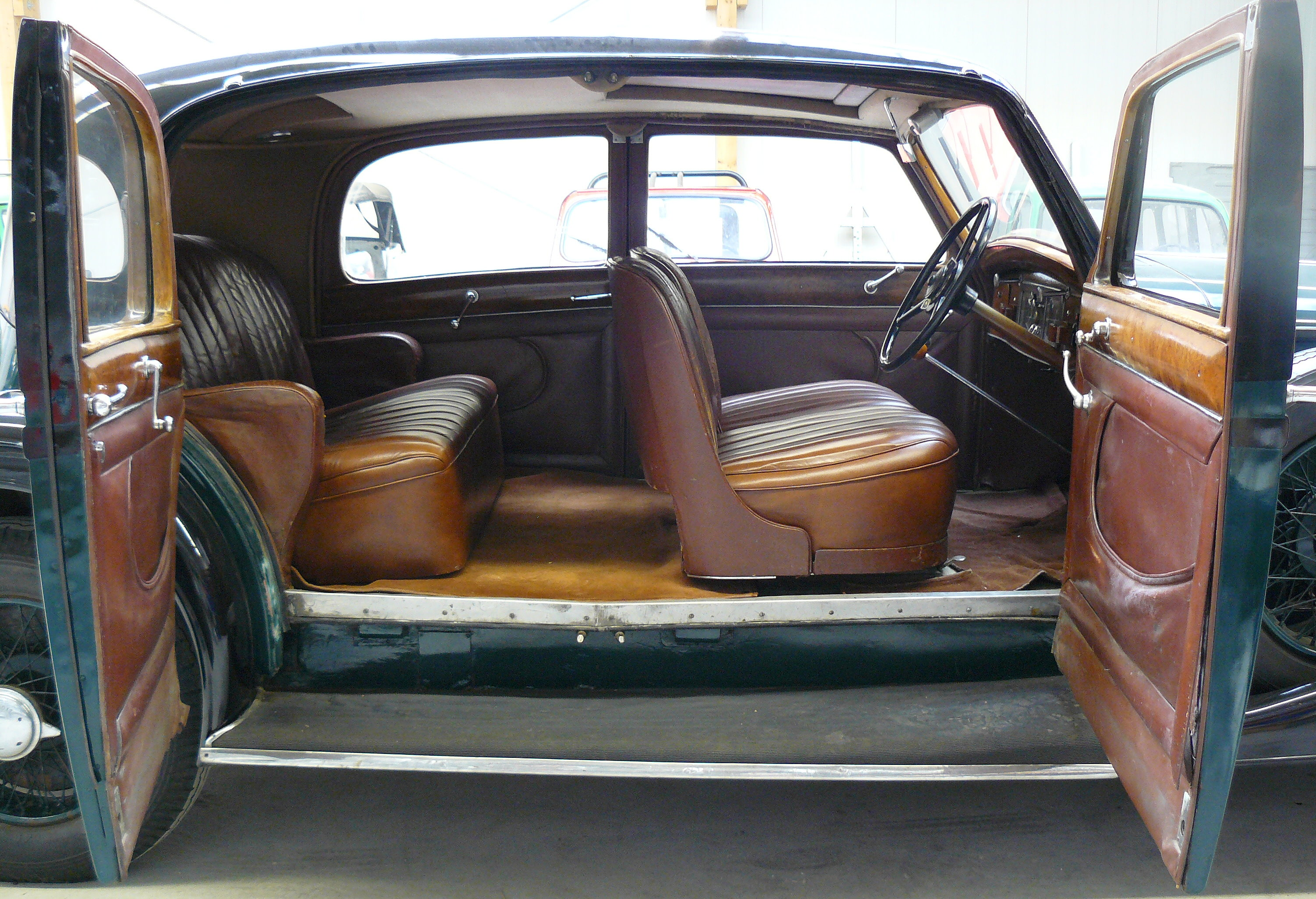
K6 coupé cabriolet Marcel Pourtout 1936
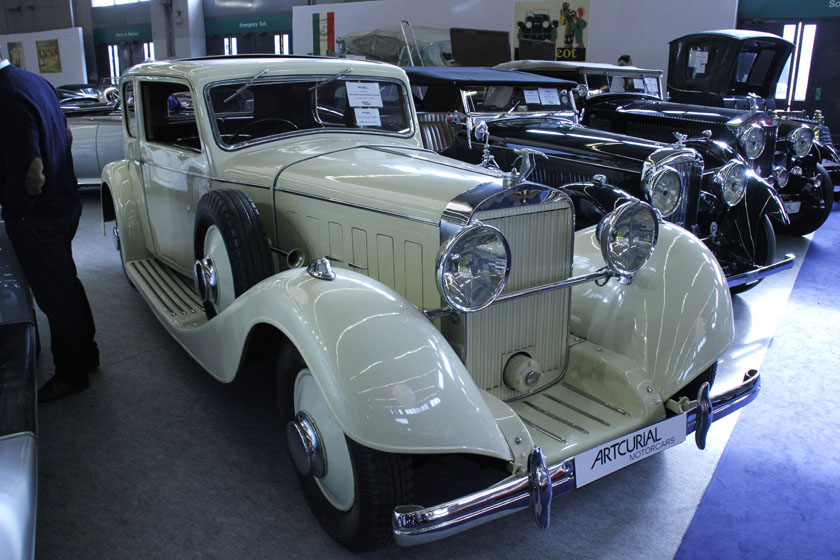
K6 Coupé Vanvooren